# Строевское сельское поселение (Архангельская область)
Строевско́е се́льское поселе́ние или муниципа́льное образова́ние «Строевско́е» — упразднённое муниципальное образование со статусом сельского поселения в составе Устьянского муниципального района Архангельской области России.
Соответствовало административно-территориальной единице в Устьянском районе — Строевскому сельсовету.
Административный центр — село Строевское.

## География
Сельское поселение находилось в центре Устьянского муниципального района на реке Устья.

## История
Муниципальное образование было образовано в 2006 году.
Законом Архангельской области от 26.04.2021 № 410-25-ОЗ объединено с Березницким сельским поселением.

## Население
| 2006 | 2010  | 2011  | 2012  | 2013  | 2014  | 2015  |
| ---- | ----- | ----- | ----- | ----- | ----- | ----- |
| 1412 | ↘1122 | ↘1117 | ↘1071 | ↘1049 | ↘1039 | ↘1009 |
| 2016 | 2017  | 2018  | 2019  | 2020  | 2021  |       |
| ↘974 | ↘935  | ↘916  | ↘894  | ↘893  | ↘863  |       |

## Населённые пункты
На территории поселения находились:
- Большое Пенье
- Будрино
- Грунцовская
- Исаковское
- Кузоверская
- Малое Пенье
- Наволок
- Прилуки
- Сабуровская
- Строевское
- Ульюха
- Щапинская
- Щипцово
- Ямная

## Радио
- 72,38 УКВ Радио России / Радио Поморье (Молчит)
- 103,8 FM Радио России / Радио Поморье

### Карты
- [mapp38.narod.ru/map1/index87.html Топографическая карта P-38-87,88. Строевское]